# Does This Look Infected?
Does This Look Infected? е вторият студиен албум на Sum 41. Той е издаден на 26 ноември 2002 г. от Island Рекърдс. Въпреки че в този албум има сравнително по-малко ругатни, това е единственият албум на „Sum 41“ с родителски консултативен стикер върху него. Той е издаден в две версии, обща версия и чиста версия.

## Песни
1. The Hell Song 3:18
2. Over My Head (Better Off Dead) 2:29
3. My Direction 2:02
4. Still Waiting 2:38
5. A.N.I.C. 0:37
6. No Brains 2:46
7. All Messed Up 2:44
8. Mr. Amsterdam 2:56
9. Thanks For Nothing 3:04
10. Hyper-Insomnia-Para-Condroid 2:32
11. Billy Spleen 2:32
12. Hooch 3:28
13. Reign In Pain (Heavy Metal Jamboree) 2:55
14. WWVII Parts 1 & 2 5:09